# Viktor Grmović
Viktor Grmović (rođen kao: Hubert Strauch; Mostar, 4. prosinca 1890. – Đakovo, 14. kolovoza 1957.) bio je hrvatski pravnik i književnik.

## Životopis
Završio je gimnaziju u Sarajevu (1910.) te diplomirao na Pravnom fakultetu u Zagrebu (1914.). Za vrijeme Prvog svjetskog rata bio je na talijanskoj bojišnici. Tamo je od 1918. do 1920. bio u talijanskom zarobljeništvu.
Nakon rata tadio je kao sudac u Sarajevu i Gradačcu, a zatim kao odvjetnik u Derventi, sudac u Doboju, pravni referent u Slavonskom Brodu, Spužu (Crna Gora) i Sarajevu.
Surađivao je s HKD sv. Jeronim u almanahu „Selo” i grad i te Napretkovom kalendaru. Godine 1926. mjesečnik Hrvatska prosvjeta mu objavljuje pripovijetka „Na prolazu”.
Pred smrt je dovršio roman „Kondžilo”, ali je rukopis izgubljen.

## Poznatija djela
- „Pod čađavim krovom” (Zagreb, 1934.)
- „Majka priča” (Zagreb, 1938.)
- „Čardak” (Zagreb, 1944.)

### Mrežna sjedišta
- Ponos dviju domovina; 14. kolovoza 1957. – umro katolički književnik Viktor Grmović. www.glas-koncila.hr. Pristupljeno 17. srpnja 2023.

### Članci
- Balentović, Ivo. 2002. Grmović, Viktor. Hrvatski biografski leksikon. Zagreb.  journal zahtijeva |journal= (pomoć)